# Инмобилиария
Инмобилиария (исп. Edificio La Inmobiliaria) (ранее известно как дворец Хайнлайн) — офисное здание, расположенное на проспекте Авенида де Майо в районе Монсеррат в столице Аргентины — городе Буэнос-Айресе. Построено для страховой компании с одноимённым названием, основанной Антонио Девото. Имеет два купола-близнеца красного цвета, которые характеризуют его.

## История
Компания Инмобилиария, основанная Антонио Девото в 1893 году, была первой страховой компанией оказывающей услуги: общего страхования, страхование жизни, от несчастных случаев, пожаров, града, наводнений, финансовых рисков. Её штаб-квартира находилась в финансовом центре Буэнос-Айрес, на улице Сан-Мартин 235,
За пару лет до столетия Майской революции, компания решилась в конце 1908 года начать строительство колоссального здания (один из первых в своем роде в городе) на проспекте Авенида де Майо, выходящим задним фасадом на площадь Конгресса, с главным фасадом на проспект Авенида де Майо, занимая весь квартал.
Для работы над проектом был приглашен итальянский архитектор Луи (Луиджи) Брогги, и 29 января 1909 газета La Prensa опубликовала планы строящегося здания, которое было построено к 25 мая 1910, в год столетия республики.
Компания Инмобилиария заняла второй этаж нового здания, а первый этаж был куплен Гильермо Хайнлайном, в котором разместилась его компания по продаже сантехники, он первым начал продажу туалетов с сифоном. Из-за этого здание было широко известно как Дворец Хайнлайн. После смерти владельца в 1920 году его наследники продали эту недвижимость. Её купили другие магазины и кафе например «Cervecería Berna», которое появилось в здании в 1928 году и находилось на углу Авенида де Майо и Луис Саенс Пенья. Это кафе пользовалось успехом, его столы занимали часть тротуара и мешали пешеходам. Владелец кафе, испанец Дэниел Калзадо, придумал бутерброд «Берн» включающий говяжью вырезку с анчоусами. В его кафе бывал мадридский журналист Мануэль Фонтедевилла и поэт Карлос-де-ла-Пуа, который работал в сатирическом журнале в 30-х годах, но в конце концов кафе было закрыто до конца двадцатого века.
На протяжении времени, здание потеряло молдинги на стенах, так что в 30-е годы было много исчезнувших декоративных элементов, зубцы на крыше и другие детали. В 1968 году один из куполов был реставрирован. 9 июня 1994 года, шторм разрушил его двойника, который был демонтирован для полного восстановления за три недели. Реставраторы, обнаружили, что уровень его состояния был таков, что он мог обрушиться в ближайшие годы.
В настоящее время здание занимает филиал Banco Nacion, Научно-исследовательский институт истории права и различные торговые, офисные фирмы. Является частью исторического наследия города. После многих лет забвения, фасад был перестроен в 2012 году.

## Характеристики
Здание занимает квартал по южной стороне проспекта Авенида де Майо по нумерации от 1400 до 1500, и боковые входы на улице Сан-Хосе 39 и на улице Луис Саенс Пена 60. Помимо коммерческих помещений, на верхних этажах здания расположены 51 жилых номеров.
Стиль здания характеризуется как Нео-Ренессанс, и его фасад имеет общую осевую симметрию, отмеченную двумя куполами на крыше. Они расположены по углам Авенида де Майо, покрытые железом и цинком, красноватого цвета. Первоначально они были темно-серого цвета, но во время реставрации в 1968 году один из них потерял покрытие из шифера и стал кирпичного цвета. Таким образом, два купола были разных цветов, пока в ходе  реконструкции в 1993 году, наконец, оба были окрашены в один цвет, как они видны сегодня.
Пара статуй греческих богов Венеры и Аполлона украшают здание и его центральный вход, в то же время на проспекте Авенида де Майо расположены лоджии, галереи, колонны поддерживающие арку, типично итальянского стиля и украшены граффити, которые в настоящее время сильно повреждены.
С другой стороны, здание потеряло большую часть своего первоначального орнамента: в начале 1930-х годов уже удалены несколько элементов на фасаде, молдинги, окружающие оба купола, зубцы на крыше и молдинги в различных частях фасада. Граффити на стенах лоджии на втором этаже исчезло из-за влаги, а немногие выжившие фрагменты были сделаны уже новыми владельцами.
Что касается внутреннего декора, Инмобилиария («La Inmobiliaria») имеет 4 выхода на Авенида де Майо, каждый из которых ведет в небольшой зал с лифтом и лестницами. На верхних этажах находятся внутренние дворики, где также расположены дополнительные услуги (кухня, прачечная и ванные комнаты). Номера были сделаны в итальянском стиле, рядом друг с другом и доступны благодаря не только линейному коридору, но также и внутренним дверям в номерах.
- Статуи
- Лоджии
- Купол